# Acanthiophilus melanoxanthus
Acanthiophilus melanoxanthus är en tvåvingeart som beskrevs av Erich Martin Hering 1938. Acanthiophilus melanoxanthus ingår i släktet Acanthiophilus och familjen borrflugor.
Artens utbredningsområde är Kamerun. Inga underarter finns listade i Catalogue of Life.